# Jabal Arkanu
Der Jabal Arkanu (arabisch جبل أركانو, auch Jebel Arkenu, Gebel Árchenu) ist ein 1435 m hoher Berg im libyschen Teil der Libyschen Wüste etwa 50 km westlich zur Grenze zu Ägypten und nordwestlich der Grenze zum Sudan. Der Berg sitzt auf dem Plateausockel des Gilf el-Kebir auf und überragt diesen um 500 m. Etwa 250 km nordwestlich des Jabal Arkanu liegen die Kufra-Oasen.

## Geologie

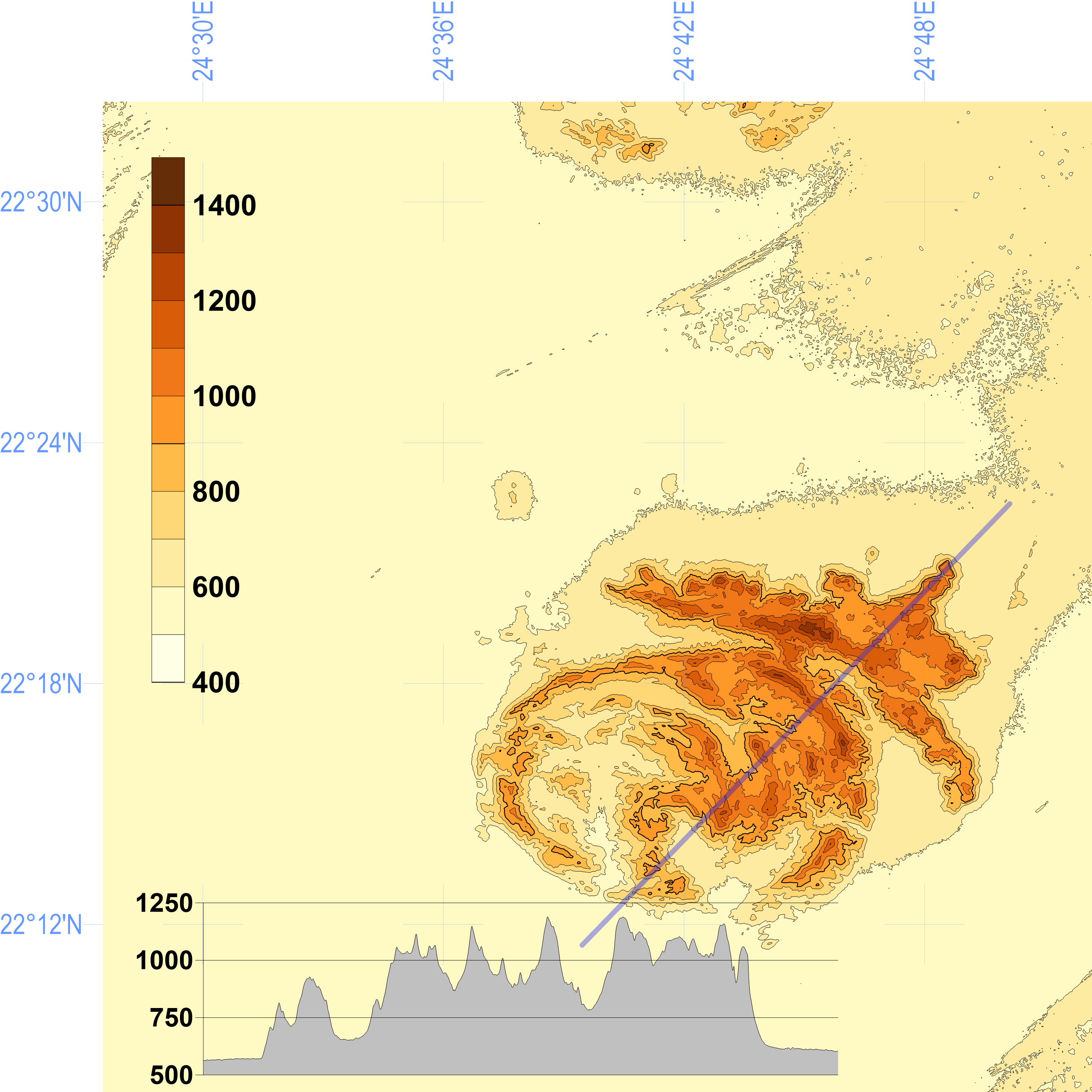
Topografische Karte und Höhenprofil (unten links) des Jebel Arkenu

Aus der Luft betrachtet erinnert die Bergformation an die Strukturen des Ringkomplexes des unweit gelegenen Uwainat. Der Jabal Arkanu stellt geomorphologisch eine granitische Intrusion dar, die einen gebrochenen Innenraum aufweist. Entwässert wird der Berg durch ein System kleiner Wadis, die in ein Hauptwadi münden. Das Hauptwadi ist sehr markant und verläuft in Nord-Süd-Richtung. Die darin enthaltene Vegetation besteht aus Büschen, Gräsern und wenigen Bäumen. Das Wadi dient den Beduinen daher als Weidegrund für ihr Vieh. Hierzu blockieren sie den Talausgang, nachdem sie das Vieh hineingetrieben haben mit Steinen, und kehren etwa drei Monate später zurück, um ihr Vieh abzuholen. Im Nordosten des Massivs steht der stark erodierte Überrest eines Sandsteinmassivs nebst einer Granitkuppel.
Etwa 70 km westlich des Jabal Arkanu liegen die beiden Arkenu-Krater im Munizip al-Kufra.
Die Landschaftsformen dieser Region Afrikas werden häufig mit Territorien assoziiert, die auf der Oberfläche des Mars zu sehen sind. Die NASA fand im Gilf el-Kebir-Plateau eine Landschaft auf der Erde, die den für wissenschaftliche Zwecke gefertigten Marsfotos vergleichbar kam. Deren Abgeschiedenheit ließ lange keine Erstellung von Kartenverzeichnissen zu. Erst ab den 1970er Jahren entstand ein einheitliches Kartenwerk.

## Forschungsgeschichte
Der Jabal Arkanu wurde 1892 aufgrund seiner kleinen Quellen bekannt; der Berg selbst wurde allerdings erstmals im Dezember 1922/1923 durch Ahmed Hassanein erforscht. Im September 1924 ließ Hassanein seinen Bericht über die Erkundung von Wasserquellen und Felszeichnungen im National Geographic Magazine, der National Geographic Society mit 47 Fotos und kartografischen Aufzeichnungen über die Gebiete des Arkanu und des Uwainat folgen, bevor sein Buch The Lost Oasis erschien. Im August 1962 unternahm die Royal Military Academy, Sandhurst eine Expedition in das Massiv, um petroglyphische und geomorphologische Untersuchungen vorzunehmen.